# Petar Manola
Petar Manola (Jajce, 28 febbraio 1918 – Roma, 2004) è stato un calciatore e allenatore di calcio jugoslavo, di ruolo attaccante.

## Carriera

### Giocatore

#### Club
Militò nel SK Slavija dal 1931 al 1936. Nel 1936 fu acquistato dal BSK Belgrado, dove giocò fino al 1942. Nel 1942 venne acquistato dalla Lazio dove restò fino al 1946, con due parentesi in Francia con le maglie di Olympique Lione e Red Star. Militò nel Napoli nella stagione 1948-1949. Dopo un anno alla Cavese in Prima Divisione in cui contribuì in modo decisivo alla promozione della squadra campana, giocò una stagione nel Benevento, per poi passare alla Turris.

#### Nazionale
Ha disputato, inoltre, 9 partite nella Nazionale di calcio jugoslava.

### Allenatore
Una volta terminata la carriera agonistica, Manola si dedicò a quella di allenatore, guidando in Italia il Savoia negli anni sessanta.

## Palmarès

### Giocatore

#### Club

##### Competizioni nazionali
- Campionato jugoslavo: 1

BSK Belgrado: 1938-1939

##### Competizioni regionali
- Campionato romano di guerra: 1

Lazio: 1943-1944